# 張皇后 (後晉)
張皇后（？—？），後晉出帝石重貴元妃。
張氏為張從訓之女（《宋史》作张从恩女），是後晉高祖石敬瑭為出帝娶她的，封魏國夫人，在出帝即位前已經去世。天福八年（943年）十月，石重貴追封張氏為皇后，但諡號不詳。

## 延伸阅读
[在维基数据编辑]
 《舊五代史·卷86》，出自薛居正《舊五代史》